# Kanaren-Waldbrettspiel

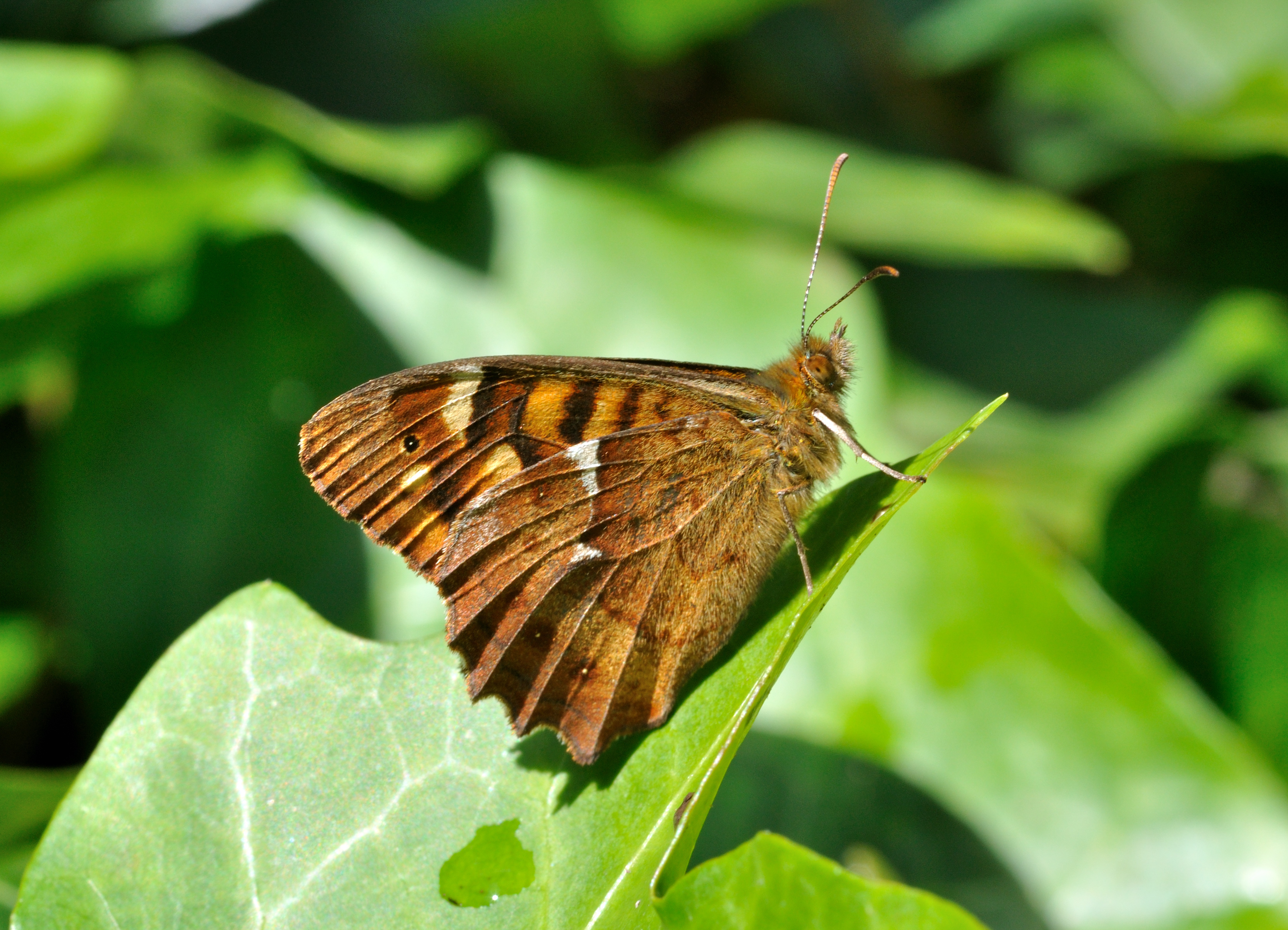
Seitenansicht

Das Kanaren-Waldbrettspiel (Pararge xiphioides) ist ein Schmetterling (Tagfalter) aus der Familie der Edelfalter (Nymphalidae).

## Merkmale
Die Falter erreichen eine Flügelspannweite von 40 bis 50 Millimetern. Sie variieren relativ stark in Zeichnung und Färbung. Die Oberseite ist bräunlich-rötlich mit gelblichen bis orangeroten Flecken sowie schwarzen, weiß gekernten Augenflecken. Auf den Vorderflügeln befindet sich nahe den Flügelspitzen ein Augenfleck, in deren Nähe mehrere gelbe Flecken parallel zum Außenrand des Flügels aufgereiht sind. Die Hinterflügel besitzen drei bis vier Augenflecken nebeneinander. Die Außenränder der Vorder- und Hinterflügel sind dünn und weißlich gefärbt. Der Außenrand des Vorderflügels ist im Gegensatz zu den Hinterflügeln nicht eingebuchtet. Die Unterseite der Vorderflügel ist bräunlich mit zahlreichen weißlichen, gelblichen und schwarzen Flecken und besitzt einen Augenfleck an derselben Stelle wie auf der Oberseite. Allerdings ist er auf der Unterseite weiß. Die Grundfärbung der Unterseiten der Hinterflügel ist ockerfarben und leicht braun marmoriert, z. T. auch mit grob parallel zum Außenrand verlaufenden Zackenlinien. Die Augenflecke sind hier als dunkelbraune, stark verwaschene und hell gekernte Flecken ausgebildet.

### Ähnliche Arten
- Waldbrettspiel (Pararge aegeria)

Das Kanaren-Waldbrettspiel unterscheidet sich vom Mitteleuropäischen Waldbrettspiel durch den kleineren Augenfleck im Apex der Vorderflügel sowie durch die nicht eingebuchteten Außenränder der Vorderflügel.
- Madeira-Waldbrettspiel (Pararge xiphia)

## Geographische Verbreitung und Lebensraum
Das Kanaren-Waldbrettspiel kommt nur auf den Kanaren-Inseln La Gomera, La Palma, Teneriffa und Gran Canaria vor. Es ist einer der verbreitetsten Schmetterlinge auf den Kanaren. Die Tiere leben von etwa Meereshöhe bis in 2.000 Meter Höhe in bewaldeten Zonen wie auch im Kulturland und in Gärten.

## Lebensweise
Die Art bildet mehrere Generationen pro Jahr; die Falter können daher rund um das Jahr angetroffen werden. Die Raupen ernähren sich von verschiedenen Pflanzen, hauptsächlich jedoch von Wald-Zwenke (Brachypodium sylvaticum), Rotem Straußgras (Agrostis capillaris), Unterbrochenähriger Segge (Carex divulsa) und Forsters Hainsimse (Luzula forsteri).